# Sébastien Godefroid
Sébastien Godefroid (Amberes, 19 de marzo de 1971) es un deportista belga que compitió en vela en las clases Finn y Tornado. 
Participó en cuatro Juegos Olímpicos de Verano, entre los años 1996 y 2008, obteniendo una medalla de plata en Atlanta 1996, en la clase Finn, el séptimo lugar en Sídney 2000 y el séptimo en Atenas 2004.
Ganó dos medallas en el Campeonato Mundial de Finn, oro en 2001 y plata en 2000, y tres medallas en el Campeonato Europeo de Finn entre los años 1996 y 2003. Además, obtuvo una medalla de plata en el Campeonato Mundial de Tornado de 2007.

## Palmarés internacional
| Juegos Olímpicos   | Juegos Olímpicos                | Juegos Olímpicos  | Juegos Olímpicos |
| Año                | Lugar                           | Medalla           | Clase            |
| ------------------ | ------------------------------- | ----------------- | ---------------- |
| 1996               | Atlanta (Estados Unidos)        | Medalla de plata  | Finn             |
| Campeonato Mundial |                                 |                   |                  |
| Año                | Lugar                           | Medalla           | Clase            |
| 2000               | Weymouth (Reino Unido)          | Medalla de plata  | Finn             |
| 2001               | Marblehead (Estados Unidos)     | Medalla de oro    | Finn             |
| Campeonato Europeo |                                 |                   |                  |
| Año                | Lugar                           | Medalla           | Clase            |
| 1996               | Hospitalet del Infante (España) | Medalla de bronce | Finn             |
| 1998               | Vilamoura (Portugal)            | Medalla de oro    | Finn             |
| 2003               | Marstrand (Suecia)              | Medalla de bronce | Finn             |

| Campeonato Mundial | Campeonato Mundial | Campeonato Mundial | Campeonato Mundial |
| Año                | Lugar              | Medalla            | Clase              |
| ------------------ | ------------------ | ------------------ | ------------------ |
| 2007               | Cascaes (Portugal) | Medalla de plata   | Tornado            |